# Ulrico I di Carinzia
Ulrico I di Carinzia (... – 7 aprile 1144) fu duca di Carinzia e margravio di Verona dal 1135 alla morte.

## Biografia
Era il figlio maggiore del duca Enghelberto e Uta di Passau, figlia del burgravio Ulrich di Passau. Egli faceva dunque parte della dinastia Sponheim. Suo padre abdicò nel 1135 e Ulrico fu nominato suo successore dall'imperatore Lotario II con una dieta imperiale tenutasi a Bamberga.
Nel 1136-37 Ulrico prese parte alla spedizione dell'imperatore nel Regnum Italicum. Dal 1138 Ulrico fu coinvolto in controversie tra la nobiltà carinziana e l'arcivescovato di Salisburgo e il vescovato di Bamberga, entrambi grandi proprietari terrieri in Carinzia. Morì nel 1144 e fu sepolto nel monastero di Rosazzo.

## Famiglia e figli
Ulrico sposò Giuditta, figlia del margravio Ermanno II di Baden. Essi ebbero:
- Enrico VII di Carinzia, succedette a suo padre quando era ancora giovane, morì senza figli nel 1161;
- Ermanno di Carinzia, succedette a suo fratello Enrico;
- Ulrico, conte di Laibach (Lubiana), premorì al fratello maggiore;
- Godfrey (Gottfried) divenne monaco, premorì al padre;
- Pellegrino, che divenne il patriarca di Aquileia.